# Littérature grecque

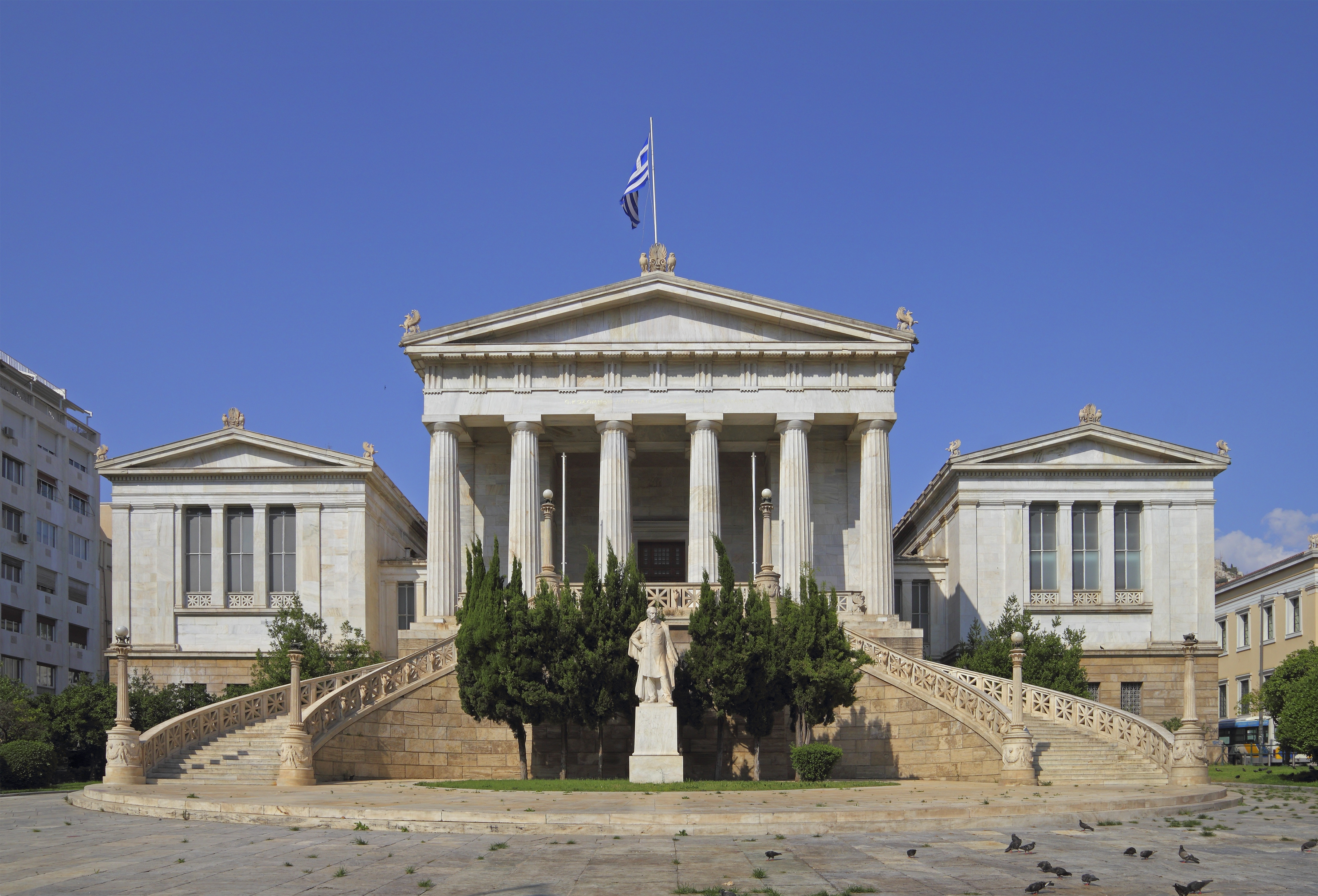
Bibliothèque nationale de Grèce à Athènes.

La littérature grecque comprend l'ensemble des œuvres écrites et orales reconnues comme esthétiques, produites en langue grecque.
Elle se caractérise par une remarquable continuité, commençant avec Homère (probablement VIIIe siècle av. J.-C.), et se prolongeant jusqu'à nos jours. Si, en vingt-huit siècles, l'évolution de la langue grecque a largement pesé sur sa littérature, il demeure pertinent de la considérer comme faisant partie d'un seul et même ensemble.
La littérature grecque antique, d'abord orale, est attestée par écrit à partir des deux épopées que sont l’Iliade et l’Odyssée, et se développe rapidement. Les ouvrages composés pendant la période classique, aux Ve et IVe siècles avant J.-C., ont exercé une forte influence sur la littérature des siècles ultérieurs, ainsi que sur la littérature latine.
Après l'Antiquité, la littérature grecque se prolonge dans la littérature de l'Empire byzantin. Puis la domination ottomane ne permet bien souvent de recueillir des œuvres anonymes et populaires.
Un renouveau littéraire est marqué par la révolution de 1821, datant l'avènement de la littérature grecque contemporaine. Au XXe siècle, Georges Séféris et Odysséas Elýtis sont particulièrement célèbres : tous deux ont été récompensés par le Prix Nobel de littérature.

## Classification usuelle par période
On distingue habituellement plusieurs périodes.

### Littérature grecque antique
Pour un article plus général, voir littérature antique.
La littérature grecque antique est considérée comme l'une des plus importantes et des plus florissantes. Elle s'étend conventionnellement du VIIIe siècle av. J.-C. jusqu'au VIe siècle de notre ère. Ce vaste ensemble, au départ constitué d'une multitude de dialectes, voit s'imposer l'ionien-attique, langue d'Athènes, à la période classique.

#### Période archaïque

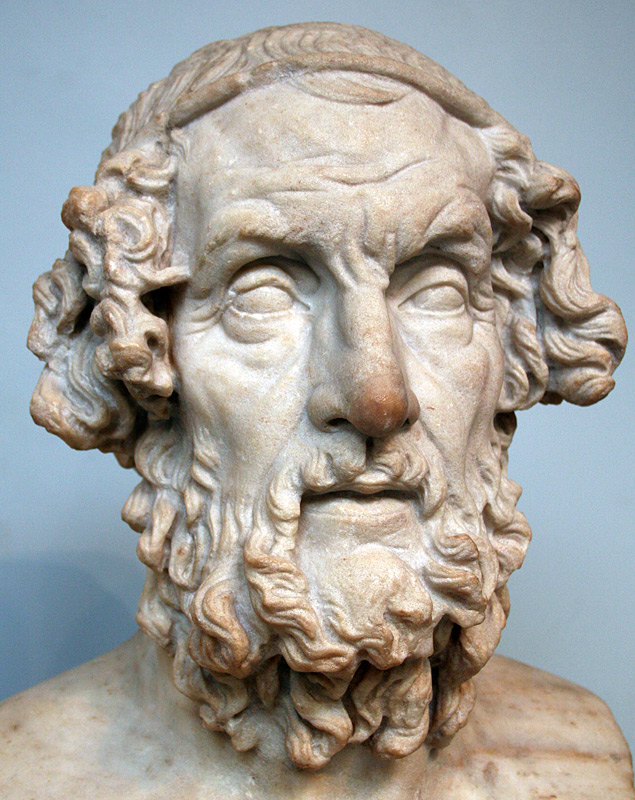
Buste d'Homère (copie romaine d'un original hellénistique disparu du, British Museum).

On ne possède pas d'œuvres grecques plus anciennes que l’Iliade (quelquefois datée du IXe ou du Xe siècle av. J.-C.), mais il semble nécessaire qu'il y ait eu une longue évolution littéraire pré-homérique tant cette œuvre est achevée. D'un point de vue linguistique, l'Iliade comme l'Odyssée forment un patchwork dialectal artificiel, dont le fond est ionien, mais dont les influences doriennes et surtout éoliennes se font sentir.
Ainsi compte-t-on, jusqu'au début du Ve siècle av. J.-C., Homère, Hésiode, surtout, et les poètes lyriques tels qu'Alcée, Sappho, Pindare, Anacréon, Archiloque (de Paros), Tyrtée, Alcman, Sémonide d'Amorgos, etc.

#### Période classique
Aux Ve et IVe siècle av. J.-C., celle des grands poètes tragiques (Eschyle, Sophocle, Euripide), d'Aristophane, de Platon, mais aussi des sophistes et de certains « présocratiques » comme Leucippe et Démocrite), d'Aristote, des "orateurs attiques" (Lysias, Isocrate, Démosthène, etc.), d'Hérodote, de Thucydide, de Xénophon.

#### Période hellénistique
De la mort d'Alexandre le Grand au Ier siècle av. J.-C., marquée par la naissance de la critique philologique, le développement de l'épicurisme et du stoïcisme, et un goût prononcé pour la poésie (Callimaque de Cyrène, Apollonios de Rhodes, Théocrite). C'est aussi la période de rédaction de la Septante.

#### Période romaine
Du Ier siècle av. J.-C. au IIIe siècle apr. J.-C., marquée par le déclin de la poésie, l'essor de l'histoire et de la géographie (Strabon, Denys d'Halicarnasse, Pausanias, Dion Cassius, Arrien, etc.) et l'enseignement institutionnalisé de la philosophie. Le IIe siècle voit aussi les débuts de la "Seconde Sophistique" et l'épanouissement du roman grec. Les deux auteurs emblématiques de la période sont Plutarque et Lucien.

#### Période tardive
Du IIIe siècle au VIIe siècle apr. J.-C. La conversion de l'empereur Constantin Ier sonne le début d'une ère de profondes mutations, marquée par l'essor de la littérature chrétienne (œuvres patristiques d'Eusèbe de Césarée, Ignace d'Antioche, Clément d'Alexandrie) et le déclin de l'hellénisme païen (Julien, Libanios).

### Période byzantine
Jusqu'en 1453, date de la prise de Constantinople par les Turcs. On peut citer de cette période Procope de Césarée, Jean Zonaras, Constantin Porphyrogénète, Photios Ier de Constantinople, Maxime Planude (vers 1260-1310), Anne Comnène, Gémiste Pléthon (vers 1360-1452).

### Domination turque
Depuis la bataille de Manzikert (1071), et surtout depuis le siège de Constantinople (1204) (quatrième croisade) et jusqu'à la Chute de Constantinople (1453), les guerres turco-byzantines affaiblissent l'Empire byzantin, dont la Grèce, durablement, et jusqu'au début du XIXe siècle. Les œuvres de cette période sont souvent anonymes (chants et poèmes populaires).

#### XIVesiècle
- Stéphane Sachlikis (1330-1391c), poète

#### XVesiècle
- Théodore Gaza (1398-1475), humaniste (Seconde renaissance byzantine)
- John Servopoulos (en) (actif vers 1484-1500)
- Empire byzantin de la dynastie des Paléologues
- Apports byzantins à la Renaissance italienne

#### XVIesiècle
- Manuel Sklavos (1480?-?)
- Antoine Éparque (1492-1571)
- Nicolas Sophianos (1500-1570c)
- Antoine Achélis (1510?-1571)
- Ioan Ier Despot-Vodă (1511-1563)
- Théodose Zygomalas (1544-1607)
- Vicenzos Kornaros (1553-1613)

#### XVIIesiècle
- Christopher Angelus (en) (?-1638)
- Leone Allacci (1586-1669)

#### XVIIIesiècle
- Renaissance culturelle grecque
- Methodios Anthrakites (en) (1660-1736)
- Alexander Helladius (en) (1686-?)
- Vasilopoulos (en) (1694-1760), mathématicien
- Éphrem II de Jérusalem (1700c?-1770)
- Athanasios Parios (en) (1722-1813), théologien, philosophe
- Michail Papageorgiou (en) (1727-1796)
- Iósipos Misiódax (1730c-1800)
- Rigas Vélestinlis Feraios (1757c-1798)
- Ioánnis Vilarás (1771-1823), écrivain, poète

### Période contemporaine
- Littérature grecque contemporaine

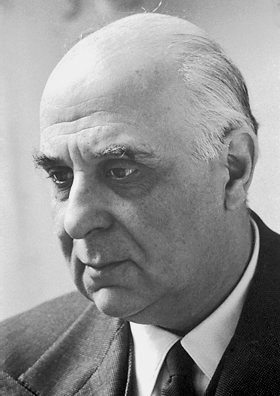
Georges Séféris en 1963.

Après la révolution de 1821, la littérature grecque connaît un renouveau. Parmi les principaux auteurs de cette période (jusqu'au début 20e): Dionýsios Solomós, Andréas Kálvos, Kostís Palamás, Emmanouíl Roḯdis, Alexandros Papadiamandis, Ángelos Sikelianós, Kóstas Karyotákis.
Au 20e siècle, les noms de Constantin Cavafy, Níkos Kazantzákis, Stratis Tsirkas, Dimitris P. Kraniotis, Yánnis Rítsos, Georges Séféris et Odysséas Elýtis sont particulièrement célèbres, ces deux derniers ayant été récompensés par le Prix Nobel de littérature.
Parmi les auteurs contemporains, Dimitris Lyacos a consolidé sa réputation dans le récent contexte postmoderne.
Mais aussi Yerásimos Dendrinós (1955-), Sóti Triantafýllou (1957-), Chrístos Chryssópoulos (1978-), Panos Karnezis (1967-)...

### Genres
- Roman grec
- Tragédie grecque
- Drame satyrique
- Théâtre grec moderne (en), Festival d'Athènes-Épidaure (1955), Geórgios Rállis

### Auteurs
- Écrivains grecs
  - Romanciers grecs
  - Nouvellistes grecs
  - Dramaturges grecs,
  - Poètes grecs, liste de poètes de langue grecque
  - Poètes de la Grèce antique
  - Orateurs attiques
- Écrivains grecs francophones
- Liste d'écrivains de langue grecque moderne
  - Dramaturges grecs modernes
  - Écrivains grecs du XVe siècle
  - Écrivains grecs du XVIe siècle
  - Écrivains grecs du XVIIe siècle
  - Écrivains grecs du XVIIIe siècle
  - Écrivains grecs du XIXe siècle
  - Écrivains grecs du XXe siècle
  - Écrivains grecs du XXIe siècle
- Liste de philosophes par année de naissance

### Institutions
- Archives générales de l'État
- Bibliothèque nationale de Grèce
- Fondation hellénique pour la culture
- Centre pour la langue grecque
- Centre national du livre grec (EKEBI, 1995-2013)[6]
- Foire internationale du Livre de Thessalonique (annuelle)[7]
- Prix littéraires : Prix Runciman (en)
- Magazines littéraires : I lexi, Planodion, Porfiras

#### Ouvrages anciens
- Maurice Croiset et Alfred Croiset, Manuel d'histoire de la littérature grecque, Paris, A. Fontemoing, 1900, 844 p.
- Maurice Croiset et Alfred Croiset, Histoire de la littérature grecque, Paris, A. Fontemoing, 1887-1889, 844 p. (lire en ligne)

#### Ouvrages contemporains
- Guide de poche des auteurs grecs et latins, Paris, Les Belles Lettres, coll. « Classiques en poche », 2011 (éd. augmentée).
- Jacqueline de Romilly (dir.), Dictionnaire de littérature grecque ancienne et moderne, Presses universitaires de France, 1994, rééd. 2001, coll. « Quadrige »
- Jacqueline de Romilly, Précis de littérature grecque, PUF, Paris, 2007 (2e éd.), 284 p.  (ISBN 978-2-13-056076-0)
- Suzanne Saïd, Monique Trédé et Alain Le Boulluec, Histoire de la littérature grecque, Presses universitaires de France, Paris, 2010 (2e éd.), XVI-722 p.  (ISBN 978-2-13-058254-0)
- Henri Tonnet, Histoire du roman grec des origines à 1960, L'Harmattan, Études grecques, Paris, 1996.  (ISBN 2738446396)
- Mario Vitti (de), Histoire de la littérature grecque moderne, Hatier, Confluences, 1989.  (ISBN 9607303016)
- André Mirambel, La littérature grecque moderne, Paris, PUF, coll. « Que sais-je ? », 1965, 128 p..
- Constantin T. Dimaras, La Grèce au temps des Lumières, Genève, Librairie Droz, 1969, 170 p. (ISBN 978-2-600-03885-0, lire en ligne).
- (el) Constantin Dimaras, Histoire de la littérature néo-hellénique : Des origines jusqu’à nos jours, Athènes, Ikaros, 1975, 716 p.